# Port lotniczy Siewierouralsk
Port lotniczy Siewierouralsk (ICAO: USSE) – port lotniczy położony 6 km na południowy wschód od Siewierouralska, w obwodzie swierdłowskim, w Rosji.